# Tenpai Wangchuk
Tenpai Wangchuk (1855–1882) fut le 8e panchen-lama. En 1878, le 13e dalaï-lama fut découvert, et le 8e panchen-lama lui conféra l'ordination de moine.